# لادرا هایتس (کالیفرنیا)
لادرا هایتس (به انگلیسی: Ladera Heights) یک منطقهٔ مسکونی در ایالات متحده آمریکا است که در شهرستان لس‌آنجلس، کالیفرنیا واقع شده‌است. لادرا هایتس ۷٫۶۸۱ کیلومتر مربع مساحت و ۶٬۴۹۸ نفر جمعیت دارد و ۹۳ متر بالاتر از سطح دریا واقع شده‌است.